# Golo (Comicautor)

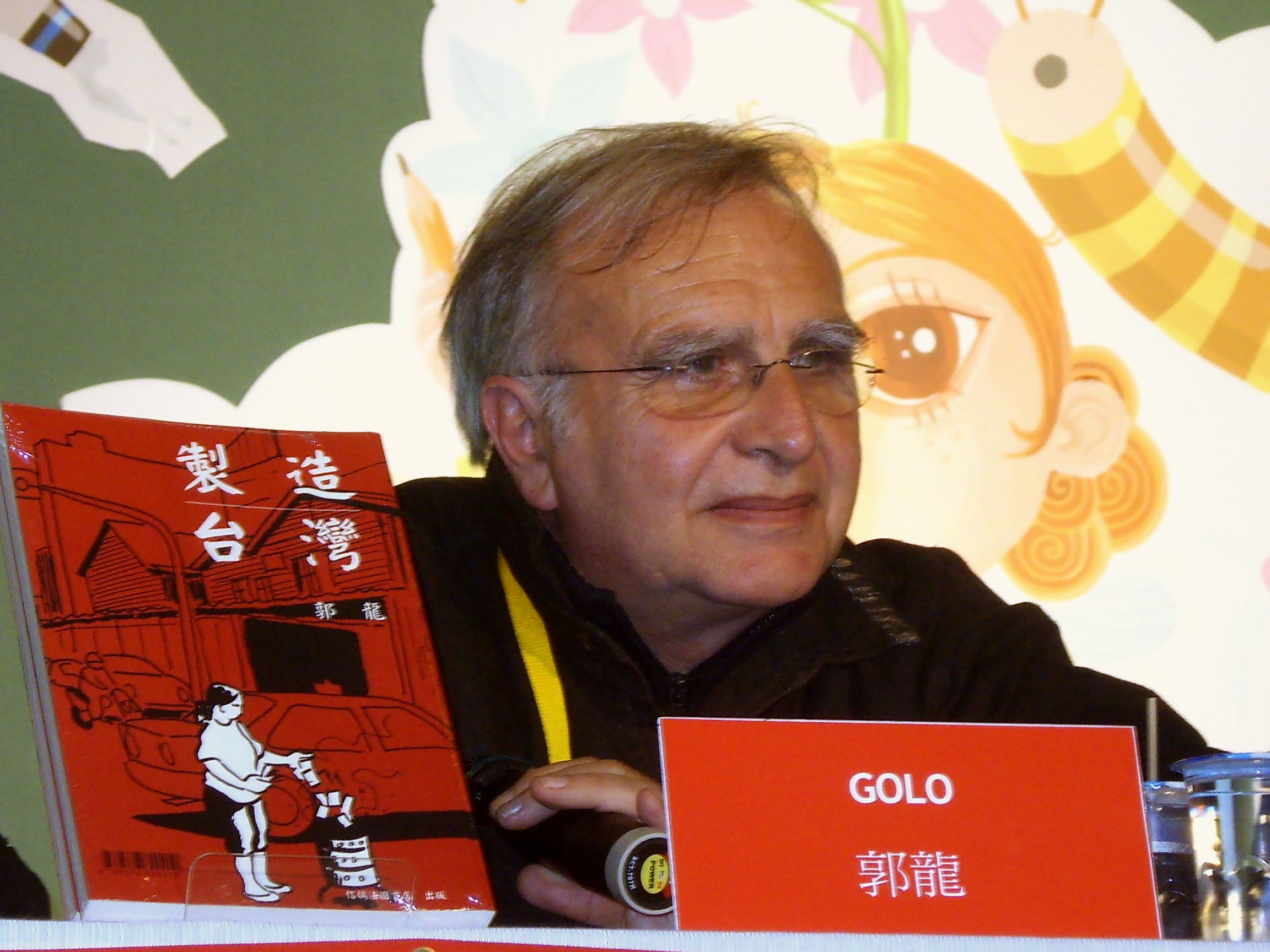
Golo (2008)

Golo (* 26. August 1948 in Bayonne, bürgerlicher Name: Guy Nadaud) ist der Künstlername eines französischen Comicautors und Illustrators, der heute in Qurna lebt und arbeitet.

## Leben und Werk
Golo wurde 1948 als Guy Nadaud in Bayonne im französischen Baskenland geboren. Er begann seine Karriere als Illustrator 1973 für das ehemalige französische Musikmagazin Best und verschiedene ägyptische Zeitschriften. Erstmals kam er 1973 nach Kairo und war seitdem derart von der Stadt fasziniert, dass er immer wieder zurückkehrte und sich 1993 schließlich dort niederließ. 2001 zog Golo ins oberägyptische el-Qurna bei Luxor. Im Laufe seiner Karriere publizierte er Comics bei den renommierten Verlagshäusern Futuropolis, Dargaud und Casterman. Bis heute hat Golo fast zwanzig Comicalben gestaltet. Als Golos größter Erfolg gilt die Comic-Biografie über B. Traven mit dem Titel Portrait d’un anonyme célèbre („Porträt eines berühmten Unbekannten“) aus dem Jahre 2007. In Ägypten arbeitet er u. a. für die englischsprachige Wochenzeitung Cairo Times.
2012 war er Jurymitglied der Auszeichnung Das außergewöhnliche Buch des Kinder- und Jugendprogramms des Internationalen Literaturfestivals Berlin.
In deutscher Übersetzung sind bis heute zwei Comicalben von Golo erschienen: B. Traven – Porträt eines berühmten Unbekannten (2011) in dem er sich auf die Spurensuche wer der deutsche, nach Mexiko emigrierte und unter dem Pseudonym arbeitenden Schriftsteller B. Traven, eigentlich war, begibt sowie Chronik einer verschwundenen Stadt (2012), ein Album, das er zusammen mit seiner Frau gestaltete. Seine Gattin ist eine aus Paris stammende Fotografin, die unter dem Künstlernamen Dibou arbeitet und mit Golo in Qurna lebt.

## Kritiken
Die taz über Chronik einer verschwundenen Stadt: „So wichtig und gelungen der Comic als Dokumentarband ist, so fade ist der Beigeschmack, den er hinterlässt. Obwohl Dibou ihre Liebe zu Qurna oft sehr plakativ hervorkehrt, zweifelt man am Ende nicht daran, dass sie und Golo dort einen Sehnsuchtsort gefunden und wieder verloren haben. Die Chronik einer verschwundenen Stadt schlägt allerdings immer wieder einen mütterlich bevormundenden Ton an, der den Qurnavis beibringen will, dass sie sich auf ihre eigenen kulturellen Wurzeln besinnen sollen. Sosehr sich Dibou im Comic als Bewahrerin dieser Kultur geriert, so beharrlich weigert sie sich darin, Arabisch zu lernen. So ganz kann sie die Arroganz der Kultur, der sie den Rücken gekehrt hat, nicht abstreifen. Aber es ist gut, dass auch das dokumentiert ist.“

## Bibliografie
- Übersetzungen ins Deutsche:
  - B. Traven – Portrait eines berühmten Unbekannten, Text und Illustration: Golo, avant-verlag, 2011
  - Chronik einer verschwundenen Stadt, Text und Illustration: Golo und Dibou, avant-verlag, 2012, Original: Chroniques de la nécropole, 2011, Futuropolis
- unübersetzt:
  - Ballades pour un voyou, scénario de Frank, éd. Le Square, coll. Bouquins Charlie, 1979
  - Rampeau !, scénario de Frank, éd. Futuropolis, coll. Hic et Nunc
  - # Band 1, 1982
  - # Band 2, 1987
  - Same player shoots again, scénario de Frank, éd. Le Square-Albin Michel, 1982
  - Le bonheur dans le crime, scénario de Frank, éd. Futuropolis, coll. Hic et Nunc, 1982
  - Nouvelles du front, scénario de Frank, éd. Futuropolis, coll. Hic et Nunc, 1985
  - La variante du dragon, scénario de Frank, éd. Casterman, coll. Studio, 1989
  - Mendiants et orgueilleux, (Nach einem Buch von Albert Cossery), éd. Casterman, coll. Studio (À SUIVRE), 1991
  - Le piéton du Caire in L'Association en Égypte, éd. l'Association, coll. Éperluette, 1998
  - Sans titre in Comix 2000, éd. l'Association, 2000
  - Made in Taïwan, éd. du Pigeonnier, 2001
  - La taverne des souvenirs imaginaires, éd. Sketch, 2003
  - Les couleurs de l'infamie, (Nach einem Drehbuch von Albert Cossery), éd. Dargaud, coll. Poisson Pilote, 2003
  - Carnets du Caire, éd. Les Rêveurs, coll. On verra bien
  - # Samir, 2004
  - # Goudah, 2006
  -  B. Traven, portrait d'un anonyme célèbre, éd. Futuropolis, 2007
  - Mes mille et une nuits au Caire, éd. Futuropolis, 2009
  - Mes mille et une nuits au Caire (Deuxième époque), éd. Futuropolis, 2010
  - Chroniques de la nécropole, in Zusammenarbeit mit Dibou, éd. Futuropolis, 2011

## Festivalteilnahmen
- 2012: Kinder- und Jugendprogramm des 12. internationalen literaturfestivals berlin im September